# 小江镇 (信丰县)
小江镇，是中华人民共和国江西省赣州市信丰县下辖的一个乡镇级行政单位。

## 行政区划
小江镇下辖以下地区：
小江社区、小江村、井塘村、柳塘村、芫坝村、山香村、新庄村、下围村、莲青村、排高村、内江村、湖东村、铺下村、圳下村、老圩村、中兴村、新店村和罗结村。

## 交通
- 京九铁路：小江站